# Toyoki Takeda
Toyoki Takeda (Japans: 武田 豊樹, Takeda Toyoki) (Shari, (Subprefectuur Okhotsk), 9 januari 1974) is een Japanse langebaanschaatser. Hij was in het begin van de 21e eeuw even een van de betere sprinters. Na zijn korte schaatscarrière, stapte hij over naar het baanwielrennen. Hij was in Japan succesvol in de daar populaire discipline keirin.

## Records

### Persoonlijke records
| Afstand    | Tijd    | Datum           | Baan    |
| ---------- | ------- | --------------- | ------- |
| 500 meter  | 34,62   | 9 december 2001 | Calgary |
| 1000 meter | 1.08,37 | 8 december 2001 | Calgary |
| 1500 meter | 1.49,05 | 22 oktober 2000 | Calgary |
| 5000 meter | 7.45,35 | 10 januari 1997 | Nagano  |

## Resultaten
| Jaar | WK Sprint                | WK Afstanden      | Olympische Spelen | Wereldbeker        |
| ---- | ------------------------ | ----------------- | ----------------- | ------------------ |
| 1999 | 18e (19e, 12e, 22e, 15e) |                   |                   | 17e 500m 12e 1000m |
| 2000 | 8e (16e, 12e, 9e, 8e)    | 8e 500m 23e 1000m |                   | 16e 500m 20e 1000m |
| 2001 | 10e (5e, 19e, 5e, 14e)   | 7e 500m 13e 1000m |                   | 500m · 6e 1000m    |
| 2002 | 33e (39e, 17e, 13e, 20e) |                   | 8e 500m 16e 1000m | 500m · 8e 1000m    |

- Virtual International Authority File: 3331156012406649700001